# Tokmak Solar Energy
СЭС Tokmak Solar Energy — солнечная электростанция возле города Токмак в Запорожской области, на начало 2022 года — третья по величине в Украине (64 МВт, 96 га). Станция питает Токмак и населённые пункты Приморского и Приазовского районов Запорожской области.

## История
Первая очередь электростанции мощностью 11 МВт была введена в эксплуатацию в апреле 2018 года, а после окончания строительства была доведена до 64 МВт. По вырабатываемой электроэнергии станция была третьей по величине в Украине после Покровской СЭС (240 МВт) и Никопольской СЭС (200 МВт). Инвестиции в проект составили 68 млн евро.

### После российского вторжения
Токмак был захвачен в первые дни полномасштабного российского вторжения и станция, расположенная неподалёку от военного аэродрома, оказалась на линии огня и получила повреждения. Слухи, что российские военные демонтировали и вывезли солнечные панели оказались недостоверными: оператор провёл ремонт, демонтировал пострадавшее оборудование и возобновил работу станции с потерей около 20% мощности. Станция снабжала электричеством Токмак и населённые пункты Приморского и Приазовского районов. На станции продолжили работать 45 человек.